# 刺果冷水花
刺果冷水花（学名：Pilea spinulosa）是荨麻科冷水花属的植物。分布在越南以及中国大陆的广东、广西等地，生长于海拔500米至900米的地区，一般生长在山地林中阴湿处，目前尚未由人工引种栽培。